# Vlag van Putten

Vlag van de gemeente Putten

Vlag van de gemeente Putten
(1938-1976)

De vlag van Putten is niet officieel vastgesteld als de gemeentelijke vlag van Putten, maar wordt wel als zodanig gevoerd. Deze kan als volgt worden beschreven:
Vier liggende rechthoeken in de verhouding 2:3. Het vlak linksboven is blauw van kleur met daarin in geel afgebeeld het springend hert dat ook voorkomt in het gemeentewapen. Het vlak rechtsboven is geel van kleur. Het linker-ondervlak is ook geel en het rechter-ondervlak is blauw.
De vlag bestaat uit vier gelijke blokken in de kleuren blauw en geel, waarbij in de blok linksboven een springend hert in de kleur geel wordt afgebeeld. Van 1938 tot 1976 heeft de gemeente een andere vlag gebruikt, die er praktisch hetzelfde uitzag als de huidige vlag, maar met een ononderbroken blauwe baan onder. Deze vlag was afgeleid van de defileervlag uit 1938.

## Verklaring
Het hert is afkomstig van het gemeentewapen van Putten. Op een 18e-eeuws zegel kwam het hert al voor, maar verder is de oorsprong niet bekend.

## Verwante afbeeldingen

Het wapen van Putten
Vlag van de Veluwe.

Aalten ·
Apeldoorn ·
Arnhem ·
Barneveld ·
Berg en Dal ·
Berkelland ·
Beuningen ·
Bronckhorst ·
Brummen ·
Buren ·
Culemborg ·
Doesburg ·
Doetinchem ·
Druten ·
Duiven ·
Ede ·
Elburg ·
Epe ·
Ermelo ·
Harderwijk ·
Hattem ·
Heerde ·
Heumen ·
Lingewaard ·
Lochem ·
Maasdriel ·
Montferland ·
Neder-Betuwe ·
Nijkerk ·
Nijmegen ·
Nunspeet ·
Oldebroek ·
Oost Gelre ·
Oude IJsselstreek ·
Overbetuwe ·
Putten ·
Renkum ·
Rheden ·
Rozendaal ·
Scherpenzeel ·
Tiel ·
Voorst ·
Wageningen ·
West Betuwe ·
West Maas en Waal ·
Westervoort ·
Wijchen ·
Winterswijk ·
Zaltbommel ·
Zevenaar ·
Zutphen